# Władysław Tijan
Władysław Tijan (ur. 15 czerwca 1895, zm. 1962) – podpułkownik Wojska Polskiego.

## Życiorys
Po odzyskaniu przez Polskę niepodległości został przyjęty do Wojska Polskiego. Był działaczem podczas Plebiscytu na Warmii i Mazurach. Wówczas był organizatorem i szefem bojówek Lotnych Oddziałów Bojowych (LOB) Straży Mazurskiej na obszarze powiatu szczycieńskiego. Został awansowany do stopnia porucznika piechoty ze starszeństwem z 1 listopada 1920. W 1923, 1924 był przydzielony do 58 Pułku Piechoty w garnizonie Poznań. W 1928 był oficerem 49 Pułku Piechoty w garnizonie Kołomyja. W 1932 był w Korpusu Kadetów Nr 3 w Rawiczu. Na stopień kapitana został mianowany ze starszeństwem z 19 marca 1937 i 16. lokatą w korpusie oficerów piechoty. Później został przeniesiony do korpusu oficerów administracji, grupa administracyjna. W marcu 1939 nadal pełnił służbę w rawickim Korpusie Kadetów na stanowisku dowódcy 6. kompanii.
Po wybuchu II wojny światowej w kampanii wrześniowej 1939 pełnił funkcję kwatermistrza Batalionu Przeciwpancernego Warszawskiej Brygady Pancerno-Motorowej. Po wojnie był podpułkownikiem Ludowego Wojska Polskiego. Zmarł w 1962.

## Ordery i odznaczenia
- Krzyż Kawalerski Orderu Odrodzenia Polski (1946)[16]
- Srebrny Krzyż Zasługi – 1938[12]